# Lespesses
Lespesses é uma comuna francesa na região administrativa de Altos da França, no departamento de Pas-de-Calais. Estende-se por uma área de 3,09 km². Em 2010 a comuna tinha 408 habitantes (densidade: 132 hab./km²).